# Bohusziwśka Marjaniwka
Bohusziwśka Marjaniwka (ukr. Богушівська Мар'янівка) – wieś na Ukrainie, w obwodzie wołyńskim, w rejonie rożyszczeńskim.